# 7800° Fahrenheit
7800° Fahrenheit je v pořadí druhé studiové album americké hard rockové hudební skupiny Bon Jovi. Album vyšlo 27. března 1985, rok po vydání debutového alba Bon Jovi. Název alba vychází z předpokládané teploty tání skály (7800 °F je asi 4300 °C). Album také přineslo nové logo skupiny, které pak kapela použila i na albech Slippery When Wet (1986) a New Jersey (1988).
Album bylo natočeno za šest týdnů a to od ledna do března roku 1985 v The Warehouse Studios ve Filadelfii. Album obsadilo 37. pozici žebříčku Billboard 200, v UK Albums Chart se umístilo na 28. místě, stejně tak i v Austrálii. Nejlépe si vedlo v Japonsku, kde získalo páté místo. V Evropě se albu také dařilo, když obsadilo šestou pozici ve Finsku, 10. ve Švédsku a 11. ve Švýcarsku. Album získalo ocenění platinové desky v Kanadě a Spojených státech, v Japonsku získalo zlaté ocenění.
Album přineslo čtyři singly. První „Only Lonely“ vyšel v dubnu 1985 a obsadil 24. pozici ve Spojeném království, respektive 54. ve Spojených státech. Druhý singl „In and Out of Love“ vyšel v květnu 1985 a taktéž se umístil v žebříčku Billboard Hot 100 a to na 69. místě. Singl „The Hardest Part Is the Night“ vyšel v srpnu 1985 a to pouze ve Velké Británii, kde obsadil 68. místo. Posledním, čtvrtým singlem je „Silent Night“, který vyšel v říjnu roku 1985, nicméně umístil se pouze na 24. místě žebříčku Billboard Mainstream Rock Tracks.

## Seznam skladeb
| Seznam skladeb alba 7800 °Fahrenheit | Seznam skladeb alba 7800 °Fahrenheit | Seznam skladeb alba 7800 °Fahrenheit           | Seznam skladeb alba 7800 °Fahrenheit |
| Pořadí                               | Název                                | Autor                                          | Délka                                |
| ------------------------------------ | ------------------------------------ | ---------------------------------------------- | ------------------------------------ |
| 1.                                   | In and Out of Love                   | Jon Bon Jovi                                   | 4:26                                 |
| 2.                                   | The Price of Love                    | Bon Jovi                                       | 4:14                                 |
| 3.                                   | Only Lonely                          | Bon Jovi, David Bryan                          | 5:02                                 |
| 4.                                   | King of the Mountain                 | Bon Jovi, Richie Sambora                       | 3:54                                 |
| 5.                                   | Silent Night                         | Bon Jovi                                       | 5:08                                 |
| 6.                                   | Tokyo Road                           | Bon Jovi, Sambora                              | 5:42                                 |
| 7.                                   | The Hardest Part Is the Night        | Bon Jovi, Bryan, Sambora                       | 4:25                                 |
| 8.                                   | Always Run to You                    | Bon Jovi, Sambora                              | 5:00                                 |
| 9.                                   | (I Don't Wanna Fall) to the Fire     | Bon Jovi, Bryan, Sambora                       | 4:28                                 |
| 10.                                  | Secret Dreams                        | Bon Jovi, Sambora, Tico Torres, Bill Grabowski | 4:54                                 |
| Celková délka:                       | Celková délka:                       | Celková délka:                                 | 47:10                                |